# 앙스부알로구

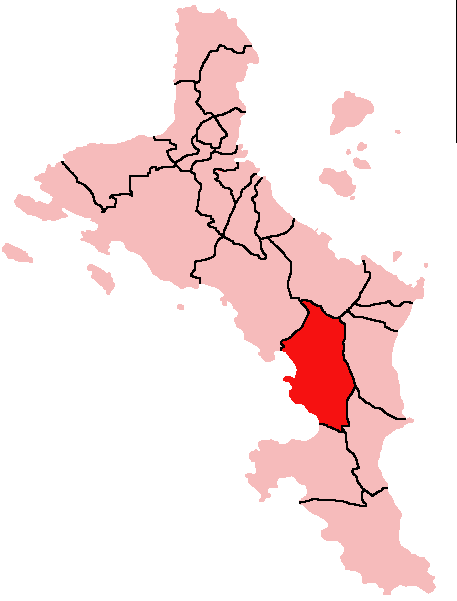
앙스부알로구의 위치

앙스부알로구(프랑스어: Anse Boileau)는 세이셸을 구성하는 25개 구 가운데 하나로 마에섬에 위치한다. 면적은 12km2, 인구는 3,994명(2002년 기준)이다.